# Guijo de Galisteo
Guijo de Galisteo – gmina w Hiszpanii, w prowincji Cáceres, w Estramadurze, o powierzchni 62,28 km². W 2011 roku gmina liczyła 1631 mieszkańców.